# Division Centrale de la NBA
La Division Centrale (en anglais : Central Division) est l'une des trois divisions de la Conférence Est de la National Basketball Association (NBA).
Créée en 1970, à la suite de la réorganisation du championnat NBA en 17 équipes, la division Centrale se compose alors des Hawks d'Atlanta, des Bullets de Baltimore, des Royals de Cincinnati et des Cavaliers de Cleveland.
Par la suite plusieurs autres franchises évoluent au sein de cette division telles que les Rockets de Houston, le Jazz de La Nouvelle-Orléans, les Spurs de San Antonio, les Pistons de Détroit, les Pacers de l'Indiana, les Bulls de Chicago, les Bucks de Milwaukee, le Magic d'Orlando, les Hornets de Charlotte, les Raptors de Toronto et les Hornets de La Nouvelle-Orléans.
Les Bucks de Milwaukee ont remporté 13 fois le titre de champions de la division Centrale. Quatre équipes ont été championnes NBA : les Bullets de Washington (1978), les Pistons de Détroit (1989, 1990 et 2004), les Bulls de Chicago (1991 à 1993 et 1996 à 1998) et les Bucks de Milwaukee (1971 et 2021).
Depuis 2004 et la création de la division Sud-Est, la division Centrale se compose de cinq équipes : les Cavaliers de Cleveland, les Bulls de Chicago, les Pistons de Détroit, les Pacers de l'Indiana et les Bucks de Milwaukee. En 2006, toutes ces équipes se sont qualifiées pour les playoffs.
Une division centrale a existé lors de la saison 1949-1950. Elle est composée des Lakers de Minneapolis, des Royals de Rochester, des Stags de Chicago, des Zollner Pistons de Fort Wayne et des Bombers de Saint-Louis. Les Lakers, champion de division cette saison-là, remportent également le titre NBA. Mais cette saison n'est pas représentative concernant la division Centrale, telle qu'on la connaît de nos jours.
À l'aube de la saison 2021-2022, le champion de la division Centrale reçoit le Wayne Embry Trophy, nommé en l'honneur de la légende de la ligue, Wayne Embry.

## Classement sur la saison actuelle
| Division Centrale          | V  | D  | MJ | V/D  | GB | Dom   | Ext   | Neu | Div  |
| -------------------------- | -- | -- | -- | ---- | -- | ----- | ----- | --- | ---- |
| Cavaliers de Cleveland - c | 64 | 18 | 82 | .780 | –  | 34-7  | 30-11 | 0-0 | 12-4 |
| Pacers de l'Indiana - x    | 50 | 32 | 82 | .610 | 14 | 29-11 | 20-20 | 1-1 | 10-6 |
| Bucks de Milwaukee - x     | 48 | 34 | 82 | .585 | 16 | 27-14 | 20-20 | 1-0 | 9-7  |
| Pistons de Détroit - x     | 44 | 38 | 82 | .537 | 20 | 22-19 | 22-19 | 0-0 | 5-11 |
| Bulls de Chicago - pi      | 39 | 43 | 82 | .476 | 25 | 18-23 | 21-20 | 0-0 | 4-12 |

## Équipes de la division Centrale
- Bulls de Chicago, depuis 1980.
- Cavaliers de Cleveland, depuis 1970.
- Pistons de Détroit, depuis 1978.
- Pacers de l'Indiana, depuis 1979.
- Bucks de Milwaukee, depuis 1980.

## Anciennes équipes de la division Centrale

### Aujourd'hui dans ladivision Sud-Est
- Hawks d'Atlanta
- Magic d'Orlando
- Bullets de Washington (actuel Wizards de Washington)

### Aujourd'hui dans ladivision Sud-Ouest
- Hornets de Charlotte / La Nouvelle-Orléans (actuel Pélicans de la Nouvelle-Orléans)
- Rockets de Houston
- Spurs de San Antonio

### Aujourd'hui dans d'autres divisions
- Royals de Cincinnati (division Pacifique, devenu les Kings de Sacramento)
- Jazz de La Nouvelle-Orléans (division Nord-Ouest, devenu le Jazz de l'Utah)
- Raptors de Toronto (division Atlantique)
- Rockets de Houston (division Sud-Ouest)

## Champions de la division Centrale
Légende :
- Vainqueur des Finales NBA
- Finaliste des Finales NBA

| Saison    | Franchise              | Bilan | %    | Résultats en playoffs |
| --------- | ---------------------- | ----- | ---- | --- |
| 1949-1950 | Lakers de Minneapolis  | 51-17 | 75,0 | Victoire - Demi-finale de division (Stags) 2-0 Victoire - Finale de division (Pistons) 2-0 Victoire - Demi-finale NBA (Packers) 2-0 Victoire - Finales NBA (Nationals) 4-2              |
| 1970-1971 | Bullets de Baltimore   | 42-40 | 51,2 | Victoire - Demi-finale de conférence Est (76ers) 4-3 Victoire - Finale de conférence Est (Knicks) 4-3 Défaite - Finales NBA (Bucks) 4-0                                                 |
| 1971-1972 | Bullets de Baltimore   | 38-44 | 46,3 | Défaite - Demi-finale de conférence Est (Knicks) 4-2 |
| 1972-1973 | Bullets de Baltimore   | 52-30 | 63,4 | Défaite - Demi-finale de conférence Est (Knicks) 4-1 |
| 1973-1974 | Bullets de la Capitale | 47-35 | 57,3 | Défaite - Demi-finale de conférence Est (Knicks) 4-3 |
| 1974-1975 | Bullets de Washington  | 60-22 | 73,2 | Victoire - Demi-finale de conférence Est (Braves) 4-3 Victoire - Finale de conférence Est (Celtics) 4-2 Défaite - Finales NBA (Warriors) 4-0                                            |
| 1975-1976 | Cavaliers de Cleveland | 49-33 | 59,8 | Victoire - Demi-finale de conférence Est (Bullets) 4-3 Défaite - Finale de conférence Est (Celtics) 4-2                                                                                 |
| 1976-1977 | Rockets de Houston     | 49-33 | 59,8 | Victoire - Demi-finale de conférence Est (Bullets) 4-2 Défaite - Finale de conférence Est (76ers) 4-2                                                                                   |
| 1977-1978 | Spurs de San Antonio   | 52-30 | 63,4 | Défaite - Demi-finale de conférence Est (Bullets) 4-2 |
| 1978-1979 | Spurs de San Antonio   | 48-34 | 58,5 | Victoire - Demi-finale de conférence Est (76ers) 4-3 Défaite - Finale de conférence Est (Bullets) 4-3                                                                                   |
| 1979-1980 | Hawks d'Atlanta        | 50-32 | 61,0 | Défaite - Demi-finale de conférence Est (76ers) 4-1 |
| 1980-1981 | Bucks de Milwaukee     | 60-22 | 73,2 | Défaite - Demi-finale de conférence Est (76ers) 4-3 |
| 1981-1982 | Bucks de Milwaukee     | 55-27 | 67,1 | Défaite - Demi-finale de conférence Est (76ers) 4-2 |
| 1982-1983 | Bucks de Milwaukee     | 51-31 | 62,2 | Victoire - Demi-finale de conférence Est (Celtics) 4-0 Défaite - Finale de conférence Est (76ers) 4-1                                                                                   |
| 1983-1984 | Bucks de Milwaukee     | 50-32 | 61,0 | Victoire - 1er tour Est (Hawks) 3-2 Victoire - Demi-finale de conférence Est (Nets) 4-2 Défaite - Finale de conférence Est (Celtics) 4-1                                                |
| 1984-1985 | Bucks de Milwaukee     | 59-23 | 72,0 | Victoire - 1er tour Est (Bulls) 3-1 Défaite - Demi-finale de conférence Est (76ers) 4-0                                                                                                 |
| 1985-1986 | Bucks de Milwaukee     | 57-25 | 69,5 | Victoire - 1er tour Est (Nets) 3-0 Victoire - Demi-finale de conférence Est (76ers) 4-3 Défaite - Finale de conférence Est (Celtics) 4-0                                                |
| 1986-1987 | Hawks d'Atlanta        | 57-25 | 69,5 | Victoire - 1er tour Est (Pacers) 3-1 Défaite - Demi-finale de conférence Est (Pistons) 4-1                                                                                              |
| 1987-1988 | Pistons de Détroit     | 54-28 | 65,9 | Victoire - 1er tour Est (Bullets) 3-2 Victoire - Demi-finale de conférence Est (Bulls) 4-1 Victoire - Finale de conférence Est (Celtics) 4-2 Défaite - Finales NBA (Lakers) 4-3         |
| 1988-1989 | Pistons de Détroit     | 63-19 | 76,8 | Victoire - 1er tour Est (Celtics) 3-0 Victoire - Demi-finale de conférence Est (Bucks) 4-0 Victoire - Finale de conférence Est (Bulls) 4-2 Victoire - Finales NBA (Lakers) 4-0          |
| 1989-1990 | Pistons de Détroit     | 59-23 | 72,0 | Victoire - 1er tour Est (Pacers) 3-0 Victoire - Demi-finale de conférence Est (Knicks) 4-1 Victoire - Finale de conférence Est (Bulls) 4-3 Victoire - Finales NBA (Trail Blazers) 4-1   |
| 1990-1991 | Bulls de Chicago       | 61-21 | 74,4 | Victoire - 1er tour Est (Knicks) 3-0 Victoire - Demi-finale de conférence Est (76ers) 4-1 Victoire - Finale de conférence Est (Pistons) 4-0 Victoire - Finales NBA (Lakers) 4-1         |
| 1991-1992 | Bulls de Chicago       | 67-15 | 81,7 | Victoire - 1er tour Est (Heat) 3-0 Victoire - Demi-finale de conférence Est (Knicks) 4-3 Victoire - Finale de conférence Est (Cavaliers) 4-2 Victoire - Finales NBA (Trail Blazers) 4-2 |
| 1992-1993 | Bulls de Chicago       | 57-25 | 69,5 | Victoire - 1er tour Est (Hawks) 3-0 Victoire - Demi-finale de conférence Est (Cavaliers) 4-0 Victoire - Finale de conférence Est (Knicks) 4-2 Victoire - Finales NBA (Suns) 4-2         |
| 1993-1994 | Hawks d'Atlanta        | 57-25 | 69,5 | Victoire - 1er tour Est (Heat) 3-2 Défaite - Demi-finale de conférence Est (Pacers) 4-2                                                                                                 |
| 1994-1995 | Pacers d'Indiana       | 52-30 | 63,4 | Victoire - 1er tour Est (Hawks) 3-0 Victoire - Demi-finale de conférence Est (Knicks) 4-3 Défaite - Finale de conférence Est (Magic) 4-3                                                |
| 1995-1996 | Bulls de Chicago       | 72-10 | 87,8 | Victoire - 1er tour Est (Heat) 3-0 Victoire - Demi-finale de conférence Est (Knicks) 4-1 Victoire - Finale de conférence Est (Magic) 4-0 Victoire - Finales NBA (SuperSonics) 4-2       |
| 1996-1997 | Bulls de Chicago       | 69-13 | 84,1 | Victoire - 1er tour Est (Bullets) -0 Victoire - Demi-finale de conférence Est (Hawks) 4-1 Victoire - Finale de conférence Est (Heat) 4-1 Victoire - Finales NBA (Jazz) 4-2              |
| 1997-1998 | Bulls de Chicago       | 62-20 | 75,6 | Victoire - 1er tour Est (Nets) 3-0 Victoire - Demi-finale de conférence Est (Hornets) 4-1 Victoire - Finale de conférence Est (Pacers) 4-3 Victoire - Finales NBA (Jazz) 4-2            |
| 1998-1999 | Pacers d'Indiana       | 33-17 | 66,0 | Victoire - 1er tour Est (Bucks) 3-0 Victoire - Demi-finale de conférence Est (76ers) 4-0 Défaite - Finale de conférence Est (Knicks) 4-2                                                |
| 1999-2000 | Pacers d'Indiana       | 56-26 | 68,3 | Victoire - 1er tour Est (Bucks) 3-2 Victoire - Demi-finale de conférence Est (76ers) 4-2 Victoire - Finale de conférence Est (Knicks) 4-2 Défaite - Finales NBA (Lakers) 4-2            |
| 2000-2001 | Bucks de Milwaukee     | 52-30 | 63,4 | Victoire - 1er tour Est (Magic) 3-1 Victoire - Demi-finale de conférence Est (Hornets) 4-3 Défaite - Finale de conférence Est (76ers) 4-3                                               |
| 2001-2002 | Pistons de Détroit     | 50-32 | 61,0 | Victoire - 1er tour Est (Raptors) 3-2 Défaite - Demi-finale de conférence Est (Celtics) 4-1                                                                                             |
| 2002-2003 | Pistons de Détroit     | 50-32 | 61,0 | Victoire - 1er tour Est (Magic) 4-3 Victoire - Demi-finale de conférence Est (76ers) 4-2 Défaite - Finale de conférence Est (Nets) 4-0                                                  |
| 2003-2004 | Pacers d'Indiana       | 61-21 | 74,4 | Victoire - 1er tour Est (Celtics) 4-0 Victoire - Demi-finale de conférence Est (Heat) 4-2 Défaite - Finale de conférence Est (Pistons) 4-2                                              |
| 2004-2005 | Pistons de Détroit     | 54-28 | 65,9 | Victoire - 1er tour Est (76ers) 4-1 Victoire - Demi-finale de conférence Est (Pacers) 4-2 Victoire - Finale de conférence Est (Heat) 4-3 Défaite - Finales NBA (Spurs) 4-3              |
| 2005-2006 | Pistons de Détroit     | 64-18 | 78,0 | Victoire - 1er tour Est (Bucks) 4-1 Victoire - Demi-finale de conférence Est (Cavaliers) 4-3 Défaite - Finale de conférence Est (Heat) 4-2                                              |
| 2006-2007 | Pistons de Détroit     | 53-29 | 64,6 | Victoire - 1er tour Est (Magic) 4-0 Victoire - Demi-finale de conférence Est (Bulls) 4-2 Défaite - Finale de conférence Est (Cavaliers) 4-2                                             |
| 2007-2008 | Pistons de Détroit     | 59-23 | 72,0 | Victoire - 1er tour Est (76ers) 4-2 Victoire - Demi-finale de conférence Est (Magic) 4-1 Défaite - Finale de conférence Est (Celtics) 4-2                                               |
| 2008-2009 | Cavaliers de Cleveland | 66-16 | 80,5 | Victoire - 1er tour Est (Pistons) 4-0 Victoire - Demi-finale de conférence Est (Hawks) 4-0 Défaite - Finale de conférence Est (Magic) 4-2                                               |
| 2009-2010 | Cavaliers de Cleveland | 61-21 | 74,4 | Victoire - 1er tour Est (Bulls) 4-1 Défaite - Demi-finale de conférence Est (Celtics) 4-2                                                                                               |
| 2010-2011 | Bulls de Chicago       | 62-20 | 75,6 | Victoire - 1er tour Est (Pacers) 4-1 Victoire - Demi-finale de conférence Est (Hawks) 4-2 Défaite - Finale de conférence Est (Heat) 4-1                                                 |
| 2011-2012 | Bulls de Chicago       | 50-16 | 75,8 | Défaite - 1er tour Est (76ers) 4-2 |
| 2012-2013 | Pacers d'Indiana       | 49-32 | 60,5 | Victoire - 1er tour Est (Hawks) 4-2 Victoire - Demi-finale de conférence Est (Knicks) 4-2 Défaite - Finale de conférence Est (Heat) 4-3                                                 |
| 2013-2014 | Pacers d'Indiana       | 56-26 | 68,3 | Victoire - 1er tour Est (Hawks) 4-3 Victoire - Demi-finale de conférence Est (Wizards) 4-2 Défaite - Finale de conférence Est (Heat) 4-2                                                |
| 2014-2015 | Cavaliers de Cleveland | 56-26 | 64,6 | Victoire - 1er tour Est (Celtics) 4-0 Victoire - Demi-finale de conférence Est (Bulls) 4-2 Victoire - Finale de conférence Est (Hawks) 4-0 Défaite - Finales NBA (Warriors) 4-2         |
| 2015-2016 | Cavaliers de Cleveland | 57-25 | 69,5 | Victoire - 1er tour Est (Pistons) 4-0 Victoire - Demi-finale de conférence Est (Hawks) 4-0 Victoire - Finale de conférence Est (Raptors) 4-2 Défaite - Finales NBA (Warriors) 4-3       |
| 2016-2017 | Cavaliers de Cleveland | 51-31 | 62,2 | Victoire - 1er tour Est (Pacers) 4-0 Victoire - Demi-finale de conférence Est (Raptors) 4-0 Victoire - Finale de conférence Est (Celtics) 4-1 Victoire - Finales NBA (Warriors) 4-1     |
| 2017-2018 | Cavaliers de Cleveland | 50-32 | 61,0 | Victoire - 1er tour Est (Wizards) 4-2 Victoire - Demi-finale de conférence Est (Raptors) 4-0 Victoire - Finale de conférence Est (Celtics) 4-3 Défaite - Finales NBA (Warriors) 4-0     |
| 2018-2019 | Bucks de Milwaukee     | 60-22 | 73,2 | Victoire - 1er tour Est (Pistons) 4-0 Victoire - Demi-finale de conférence Est (Celtics) 4-1 Défaite - Finale de conférence Est (Raptors) 4-2                                           |
| 2019-2020 | Bucks de Milwaukee     | 56-17 | 76,7 | Victoire - 1er tour Est (Magic) 4-1 Défaite - Demi-finale de conférence Est (Heat) 4-1                                                                                                  |
| 2020-2021 | Bucks de Milwaukee     | 46-26 | 63,9 | Victoire - 1er tour Est (Heat) 4-0 Victoire - Demi-finale de conférence Est (Nets) 4-3 Victoire - Finale de conférence Est (Hawks) 4-2 Victoire - Finales NBA (Suns) 4-2                |
| 2021-2022 | Bucks de Milwaukee     | 51-31 | 62,2 | Victoire - 1er tour Est (Bulls) 4-1 Défaite - Demi-finale de conférence Est (Celtics) 4-3                                                                                               |
| 2022-2023 | Bucks de Milwaukee     | 58-24 | 70,7 | Défaite - 1er tour Est (Heat) 4-1 |
| 2023-2024 | Bucks de Milwaukee     | 49-33 | 59,8 | Défaite - 1er tour (Pacers) 4-2 |
| 2024-2025 | Cavaliers de Cleveland | 64-18 | 78,0 | Victoire - 1er tour Est (Heat) 4-0 Défaite - Demi-finale de conférence Est (Pacers) 4-1                                                                                                 |

## Liste des équipes championnes de la division Centrale
| Franchise                                                                            | Titres | Dernier titre | Années                                                                       |
| ------------------------------------------------------------------------------------ | ------ | ------------- | ---------------------------------------------------------------------------- |
| Bucks de Milwaukee                                                                   | 13     | 2024          | 1981, 1982, 1983, 1984, 1985, 1986, 2001, 2019, 2020, 2021, 2022, 2023, 2024 |
| Pistons de Détroit                                                                   | 9      | 2008          | 1988, 1989, 1990, 2002, 2003, 2005, 2006, 2007, 2008                         |
| Bulls de Chicago                                                                     | 8      | 2012          | 1991, 1992, 1993, 1996, 1997, 1998, 2011, 2012                               |
| Cavaliers de Cleveland                                                               | 8      | 2025          | 1976, 2009, 2010, 2015, 2016, 2017, 2018, 2025                               |
| Pacers de l'Indiana                                                                  | 6      | 2014          | 1995, 1999, 2000, 2004, 2013, 2014                                           |
| Bullets de Baltimore/de la Capitale/de Washington (Wizards de Washington maintenant) | 5      | 1975          | 1971, 1972, 1973, 1974, 1975                                                 |
| Hawks d'Atlanta                                                                      | 3      | 1994          | 1980, 1987, 1994                                                             |
| Spurs de San Antonio                                                                 | 2      | 1979          | 1978, 1979                                                                   |
| Rockets de Houston                                                                   | 1      | 1977          | 1977                                                                         |
| Lakers de Minneapolis (Lakers de Los Angeles maintenant)                             | 1      | 1950          | 1950                                                                         |

## Résultats saison par saison
Légende :
- Vainqueur des Finales NBA
- Finaliste des Finales NBA
- Qualifié pour les séries éliminatoires
- Qualifié pour le tournoi play-in
- B : Non-qualifié pour la NBA Bubble 2020

| Saison | Bilan des équipes   | Bilan des équipes  | Bilan des équipes     | Bilan des équipes     | Bilan des équipes     | Bilan des équipes     | Bilan des équipes | Bilan des équipes |
| --- | ------------------- | ------------------ | --------------------- | --------------------- | --------------------- | --------------------- | ----------------- | ----------------- |
| Saison | 1er                 | 2e                 | 3e                    | 4e                    | 5e                    | 6e                    | 7e                | 8e                |
| 1949-1950 | Minneapolis (51-17) | Rochester (51-17)  | Fort Wayne (40-28)    | Chicago (40-28)       | Saint-Louis (26-42)   |                       |                   |                   |
| 1950 : La division Centrale cesse d'exciter. Les Stags de Chicago et les Bombers de Saint-Louis cessent leur activité. Les Pistons de Fort Wayne, les Lakers de Minneapolis et les Royals de Rochester ont rejoint la division Ouest.                                                  |                     |                    |                       |                       |                       |                       |                   |                   |
| 1970 : La division Centrale est formée initialement avec quatre équipes, les Cavaliers de Cleveland en tant qu'équipe d'expansion, les Hawks d'Atlanta arrivent de la division Ouest, ainsi que les Royals de Cincinnati et les Bullets de Baltimore en provenance de la division Est. |                     |                    |                       |                       |                       |                       |                   |                   |
| 1970-1971 | Baltimore (42-40)   | Atlanta (36-46)    | Cincinnati (33-49)    | Cleveland (15-67)     |                       |                       |                   |                   |
| 1971-1972 | Baltimore (38-44)   | Atlanta (36-46)    | Cincinnati (30-52)    | Cleveland (23-59)     |                       |                       |                   |                   |
| 1972 : Les Rockets de Houston arrivent de la division Pacifique. Les Royals de Cincinnati déménagent et sont renommés les Kings de Kansas City-Omaha. |                     |                    |                       |                       |                       |                       |                   |                   |
| 1972-1973 | Baltimore (52-30)   | Atlanta (46-36)    | Houston (33-49)       | Cleveland (32-50)     |                       |                       |                   |                   |
| 1973 : Les Bullets de Baltimore déménagent et sont renommées les Bullets de la Capitale. |                     |                    |                       |                       |                       |                       |                   |                   |
| 1973-1974 | Capitale (47-35)    | Atlanta (35-47)    | Houston (32-50)       | Cleveland (29-53)     |                       |                       |                   |                   |
| 1974 : Le Jazz de La Nouvelle-Orléans arrive en tant qu'équipe d'expansion. Les Bullets de la Capitale se renomment les Bullets de Washington. |                     |                    |                       |                       |                       |                       |                   |                   |
| 1974-1975 | Washington (60-22)  | Houston (41-41)    | Cleveland (40-42)     | Atlanta (31-51)       | Nvlle Orléans (23-59) |                       |                   |                   |
| 1975-1976 | Cleveland (49-33)   | Washington (48-34) | Houston (40-42)       | Nvlle Orléans (38-44) | Atlanta (29-53)       |                       |                   |                   |
| 1976 : L'ABA fusionne avec la NBA. Les Spurs de San Antonio arrivent dans la division. |                     |                    |                       |                       |                       |                       |                   |                   |
| 1976-1977 | Houston (49-33)     | Washington (48-34) | San Antonio (44-38)   | Cleveland (43-39)     | Nvlle Orléans (35-47) | Atlanta (31-51)       |                   |                   |
| 1977-1978 | San Antonio (52-30) | Washington (44-38) | Cleveland (43-39)     | Atlanta (41-41)       | Nvlle Orléans (39-43) | Houston (28-54)       |                   |                   |
| 1978 : Les Pistons de Détroit arrivent de la division Midwest. Les Bullets de Washington partent dans la division Atlantique. |                     |                    |                       |                       |                       |                       |                   |                   |
| 1978-1979 | San Antonio (48-34) | Houston (47-35)    | Atlanta (46-36)       | Détroit (30-52)       | Cleveland (30-52)     | Nvlle Orléans (26-56) |                   |                   |
| 1979 : Les Pacers de l'Indiana arrivent de la division Midwest. Le Jazz de La Nouvelle-Orléans déménagent et sont renommés le Jazz de l'Utah qui rejoint la division Midwest. |                     |                    |                       |                       |                       |                       |                   |                   |
| 1979-1980 | Atlanta (50-32)     | Houston (41-41)    | San Antonio (41-41)   | Indiana (37-45)       | Cleveland (37-45)     | Détroit (16-66)       |                   |                   |
| 1980 : Les Bulls de Chicago et les Bucks de Milwaukee arrivent de la division Midwest. Les Rockets de Houston et les Spurs de San Antonio rejoignent la division Midwest. |                     |                    |                       |                       |                       |                       |                   |                   |
| 1980-1981 | Milwaukee (60-22)   | Chicago (45-37)    | Indiana (44-38)       | Atlanta (31-51)       | Cleveland (28-54)     | Détroit (21-61)       |                   |                   |
| 1981-1982 | Milwaukee (55-27)   | Atlanta (42-40)    | Détroit (39-43)       | Indiana (35-47)       | Chicago (34-48)       | Cleveland (15-67)     |                   |                   |
| 1982-1983 | Milwaukee (51-31)   | Atlanta (43-39)    | Détroit (37-45)       | Chicago (28-54)       | Cleveland (53-59)     | Indiana (20-62)       |                   |                   |
| 1983-1984 | Milwaukee (50-32)   | Détroit (49-33)    | Atlanta (40-42)       | Cleveland (28-54)     | Chicago (27-55)       | Indiana (26-56)       |                   |                   |
| 1984-1985 | Milwaukee (59-23)   | Détroit (46-36)    | Chicago (38-44)       | Cleveland (36-46)     | Atlanta (34-48)       | Indiana (22-60)       |                   |                   |
| 1985-1986 | Milwaukee (57-25)   | Atlanta (50-32)    | Détroit (46-36)       | Chicago (30-52)       | Cleveland (29-53)     | Indiana (26-56)       |                   |                   |
| 1986-1987 | Atlanta (57-25)     | Détroit (52-30)    | Milwaukee (50-32)     | Indiana (41-41)       | Chicago (40-42)       | Cleveland (31-51)     |                   |                   |
| 1987-1988 | Détroit (54-28)     | Chicago (50-32)    | Atlanta (50-32)       | Milwaukee (42-40)     | Cleveland (42-40)     | Indiana (38-44)       |                   |                   |
| 1988-1989 | Détroit (63-19)     | Cleveland (57-25)  | Atlanta (52-30)       | Milwaukee (49-33)     | Chicago (47-35)       | Indiana (28-54)       |                   |                   |
| 1989 : Le Magic d'Orlando arrive dans la division en tant qu'équipe d'expansion. |                     |                    |                       |                       |                       |                       |                   |                   |
| 1989-1990 | Détroit (59-23)     | Chicago (55-27)    | Milwaukee (44-38)     | Indiana (42-40)       | Cleveland (42-40)     | Atlanta (41-41)       | Orlando (18-64)   |                   |
| 1990 : Les Hornets de Charlotte arrivent de la division Midwest. Le Magic d'Orlando rejoint la division Midwest. |                     |                    |                       |                       |                       |                       |                   |                   |
| 1990-1991 | Chicago (61-21)     | Détroit (50-32)    | Milwaukee (48-34)     | Atlanta (43-39)       | Indiana (41-41)       | Cleveland (33-49)     | Charlotte (26-56) |                   |
| 1991-1992 | Chicago (67-15)     | Cleveland (57-25)  | Détroit (48-34)       | Indiana (40-42)       | Atlanta (38-44)       | Milwaukee (31-51)     | Charlotte (31-51) |                   |
| 1992-1993 | Chicago (57-25)     | Cleveland (54-28)  | Charlotte (44-38)     | Atlanta (43-39)       | Indiana (41-41)       | Détroit (40-42)       | Milwaukee (28-54) |                   |
| 1993-1994 | Atlanta (57-25)     | Chicago (55-27)    | Indiana (47-35)       | Cleveland (47-35)     | Charlotte (41-41)     | Milwaukee (20-62)     | Détroit (20-62)   |                   |
| 1994-1995 | Indiana (52-30)     | Charlotte (50-32)  | Chicago (47-35)       | Cleveland (43-39)     | Atlanta (42-40)       | Milwaukee (34-48)     | Détroit (28-54)   |                   |
| 1995 : Les Raptors de Toronto arrivent dans la division en tant qu'équipe d'expansion. |                     |                    |                       |                       |                       |                       |                   |                   |
| 1995-1996 | Chicago (72-10)     | Indiana (52-30)    | Cleveland (47-35)     | Atlanta (46-36)       | Détroit (46-36)       | Charlotte (41-41)     | Milwaukee (25-57) | Toronto (21-61)   |
| 1996-1997 | Chicago (69-13)     | Atlanta (56-26)    | Détroit (54-28)       | Charlotte (54-28)     | Cleveland (42-40)     | Indiana (39-43)       | Milwaukee (33-49) | Toronto (30-52)   |
| 1997-1998 | Chicago (62-20)     | Indiana (58-24)    | Charlotte (51-31)     | Atlanta (50-32)       | Cleveland (47-35)     | Détroit (37-45)       | Milwaukee (36-46) | Toronto (16-66)   |
| 1998-1999 | Indiana (33-17)     | Atlanta (31-19)    | Détroit (29-21)       | Milwaukee (28-22)     | Charlotte (26-24)     | Toronto (23-27)       | Cleveland (22-28) | Chicago (13-37)   |
| 1999-2000 | Indiana (56-26)     | Charlotte (49-33)  | Toronto (45-37)       | Détroit (42-40)       | Milwaukee (42-40)     | Cleveland (32-50)     | Atlanta (28-54)   | Chicago (17-65)   |
| 2000-2001 | Milwaukee (52-30)   | Toronto (47-35)    | Charlotte (46-36)     | Indiana (41-41)       | Détroit (32-50)       | Cleveland (30-52)     | Atlanta (25-57)   | Chicago (15-67)   |
| 2001-2002 | Détroit (50-32)     | Charlotte (44-38)  | Toronto (42-40)       | Indiana (42-40)       | Milwaukee (41-41)     | Atlanta (33-49)       | Cleveland (29-53) | Chicago (21-61)   |
| 2002 : Les Hornets de Charlotte déménagent et deviennent les Hornets de La Nouvelle-Orléans. |                     |                    |                       |                       |                       |                       |                   |                   |
| 2002-2003 | Détroit (50-32)     | Indiana (48-34)    | Nvlle Orléans (47-35) | Milwaukee (42-40)     | Atlanta (35-47)       | Chicago (30-52)       | Toronto (24-58)   | Cleveland (17-65) |
| 2003-2004 | Indiana (61-21)     | Détroit (54-28)    | Nvlle Orléans (41-41) | Milwaukee (41-41)     | Cleveland (35-47)     | Toronto (33-49)       | Atlanta (28-54)   | Chicago (23-59)   |
| 2004 : Les Hornets de La Nouvelle-Orléans rejoignent la division Sud-Ouest. Les Hawks d'Atlanta rejoignent la division Sud-Est. Les Raptors de Toronto rejoignent la division Atlantique.                                                                                              |                     |                    |                       |                       |                       |                       |                   |                   |
| 2004-2005 | Détroit (54-28)     | Chicago (47-35)    | Indiana (44-38)       | Cleveland (42-40)     | Milwaukee (30-52)     |                       |                   |                   |
| 2005-2006 | Détroit (64-18)     | Cleveland (50-32)  | Indiana (41-41)       | Chicago (41-41)       | Milwaukee (40-42)     |                       |                   |                   |
| 2006-2007 | Détroit (53-29)     | Cleveland (50-32)  | Chicago (49-33)       | Indiana (35-47)       | Milwaukee (28-54)     |                       |                   |                   |
| 2007-2008 | Détroit (59-23)     | Cleveland (45-37)  | Indiana (36-46)       | Chicago (33-49)       | Milwaukee (26-56)     |                       |                   |                   |
| 2008-2009 | Cleveland (66-16)   | Chicago (41-41)    | Détroit (39-43)       | Indiana (36-46)       | Milwaukee (34-48)     |                       |                   |                   |
| 2009-2010 | Cleveland (61-21)   | Milwaukee (46-36)  | Chicago (41-41)       | Indiana (32-50)       | Détroit (27-55)       |                       |                   |                   |
| 2010-2011 | Chicago (62-20)     | Indiana (37-45)    | Milwaukee (35-47)     | Détroit (30-52)       | Cleveland (19-63)     |                       |                   |                   |
| 2011-2012 | Chicago (50-16)     | Indiana (42-24)    | Milwaukee (31-35)     | Détroit (25-41)       | Cleveland (21-45)     |                       |                   |                   |
| 2012-2013 | Indiana (49-32)     | Chicago (48-37)    | Milwaukee (38-44)     | Détroit (29-53)       | Cleveland (24-58)     |                       |                   |                   |
| 2013-2014 | Indiana (56-26)     | Chicago (48-34)    | Cleveland (33-49)     | Détroit (29-53)       | Milwaukee (15-67)     |                       |                   |                   |
| 2014-2015 | Cleveland (53-29)   | Chicago (50-32)    | Milwaukee (41-41)     | Indiana (38-44)       | Détroit (32-50)       |                       |                   |                   |
| 2015-2016 | Cleveland (57-25)   | Indiana (45-37)    | Détroit (44-38)       | Chicago (42-40)       | Milwaukee (33-49)     |                       |                   |                   |
| 2016-2017 | Cleveland (51-31)   | Milwaukee (42-40)  | Indiana (42-40)       | Chicago (41-41)       | Détroit (37-45)       |                       |                   |                   |
| 2017-2018 | Cleveland (50-32)   | Indiana (48-34)    | Milwaukee (44-38)     | Détroit (39-43)       | Chicago (27-55)       |                       |                   |                   |
| 2018-2019 | Milwaukee (60-22)   | Indiana (48-34)    | Détroit (41-41)       | Chicago (22-60)       | Cleveland (19-63)     |                       |                   |                   |
| 2019-2020 | Milwaukee (56-17)   | Indiana (45-28)    | Chicago B (22-43)     | Détroit B (20-46)     | Cleveland B (19-56)   |                       |                   |                   |
| 2020-2021 | Milwaukee (46-26)   | Indiana (34-38)    | Chicago (31-41)       | Cleveland (22-50)     | Détroit (20-52)       |                       |                   |                   |
| 2021-2022 | Milwaukee (51-31)   | Chicago (46-36)    | Cleveland (44-38)     | Indiana (25-57)       | Détroit (23-59)       |                       |                   |                   |
| 2022-2023 | Milwaukee (58-24)   | Cleveland (51-31)  | Chicago (40-42)       | Indiana (35-47)       | Détroit (17-65)       |                       |                   |                   |
| 2023-2024 | Milwaukee (49-33)   | Cleveland (48-34)  | Indiana (47-35)       | Chicago (39-43)       | Détroit (14-68)       |                       |                   |                   |
| 2024-2025 | Cleveland (64-18)   | Indiana (50-32)    | Milwaukee (48-34)     | Détroit (44-38)       | Chicago (39-43)       |                       |                   |                   |